# Troy Dayak
Troy Dayak est un footballeur américain né le 21 janvier 1971 à Walnut Creek (Californie). Il gagne le Trophée du retour de l’année en MLS en 2001. 